# Централни пословни дистрикт Макати
Централни пословни дистрикт Макати (енгл. Makati Central Business District), такође познат као Макати CBD (енгл. Makati CBD), водећи је финансијски и централни пословни дистрикт Филипина смештен у срцу Макатија у Метро Манили. Политички је познат као „Централни кластер” у Западном дистрикту Макатија. Разликује се од грађанског центра Макатија познатог као „Макати побласион”, који се налази у североисточном делу дистрикта. Границе ЦПД-а чине цеста EDSA, авенија Гил Пујат, авенија Арнаиз и авенија Чино Росес. Цели дистрикт заузима барангаје Сан Антонио, Сан Лоренсо, Бел-Ер и Урданета.
Већина небодера Метро Маниле налази се управо у ЦПД Макати. Торањ PBCom дуж авеније Ајала је највиша зграда на Филипинима, висока 259 метара. Представља седиште Филипинске Банке за комуникације (енгл. Philippine Bank of Communications, PBCom). Пословни дистрикт се такође сматра једним од најживљих комерцијалних дистрикта у југоисточној Азији. У њему је смештен и Ајала центар, један од главних шопинг центара региона, отворен 1991. године.
Финансијским дистриктом управљају две групе: Асоцијација за комерцијалне некретнине Макатија и Корпорација за управљање имовином Макатија (енгл. Ayala Property Management Corporation, APMC).